# Osório Citora Afonso
Osório Citora Afonso, I.M.C. (Ribaue, 6 de maio de 1972) é um prelado da Consolata moçambicano da Igreja Católica, desde 2025 é o bispo de Quelimane.

## Biografia
Fez a profissão solene em 17 de junho de 2001 no Instituto da Consolata para Missões Estrangeiras, em Kinshasa, na República Democrática do Congo. Depois de concluir os estudos no Seminário Cristo-Rei da Matola, em Maputo, estudou filosofia no Seminário Maior Santo Agostinho da Matola e Teologia no Institut Saint-Eugène de Mazenod, em Kinshasa. Recebeu a ordenação presbiteral em 3 de novembro de 2002.
Após sua ordenação, foi vigário paroquial e ecônomo da paróquia de St. Hilaire de Kinshasa até 2005, sendo na sequência conselheiro regional para a República Democrática do Congo, até 2006. Neste ano, vai para Roma, onde fez a licenciatura em sagrada escritura pelo Pontifício Instituto Bíblico de Roma (entre 2006 e 2010), além disso realizou estudos na Universidade Hebraica de Jerusalém (de 2008 a 2009) e na École Biblique et Archéologique de Jerusalém (de 2010 a 2011). Entre 2008 e 2010 foi membro do Conselho da Casa Generalizia a Roma.
Foi colaborador local da Nunciatura Apostólica de Kinshasa, entre 2011 e 2013, além de formador e ecônomo do Seminário Teológico de Kinshasa e, entre 2014 e 2016, foi superior do Centro Missionário da Diocese de Vittorio Veneto e também Superior da Casa Milaico de Treviso. Na sequência, entre 2016 e 2017, foi conselheiro regional para Itália, Treviso, Veneto e formador no Seminário Teológico Internacional de Bravetta, em Roma. De 2017 até 2023, foi funcionário do Dicastério para a Evangelização, na Seção para a primeira evangelização e as novas Igrejas particulares.
Em 21 de setembro de 2023, o Papa Francisco o nomeou como bispo auxiliar de Maputo, atribuindo-lhe a dignidade de bispo titular de Putia in Numidia. Recebeu a ordenação episcopal em 28 de janeiro de 2024, no Pavilhão do Ferroviário de Nampula, do cardeal Luis Antonio Tagle, pró-prefeito do Dicastério para a Evangelização, coadjuvado por Dom Inácio Saúre, I.M.C., arcebispo de Nampula, e por Dom João Carlos Hatoa Nunes, arcebispo de Maputo. É o secretário-geral da Conferência Episcopal de Moçambique.
Em 25 de julho de 2025, o Papa Leão XIV o nomeou bispo de Quelimane.